# Ván bài lật ngửa: Phát súng trên cao nguyên
Ván bài lật ngửa: Phát súng trên cao nguyên (tiếng Anh: Cards on the Table: The Gunshot on the Highland) là tập thứ ba trong loạt series Ván bài lật ngửa; phim dựa theo tiểu thuyết Giữa biển giáo rừng gươm của nhà văn Trần Bạch Đằng. Phim được chiếu ra mắt vào 1983.

## Nội dung
Hai đặc vụ Nha An Ninh Quân đội sau khi xử lý xong Luân, trên đường quay về bị ám sát bằng súng bởi Lý Kai.
Luân trở về Sài Gòn sau khóa học sỹ quan với hàm thiếu tá phụ trách tham mưu Biệt bộ phủ Tổng thống Ngô Đình Diệm. Thùy Dung và Luân tiếp tục mối quan hệ để phối hợp hoạt động, Thùy Dung dựa vào vai trò thư ký để theo dõi giám đốc Cảnh lực Quốc gia.
Thông tin Ngô Đình Diệm lên khai trương Hội chợ kinh tế Cao Nguyên tổ chức tại Ban Mê Thuột đã thu hút sự quan tâm của nhiều tổ chức an ninh, tình báo với nhiều mục đích chính trị khác nhau như: CIA, Cảnh lực Quốc gia, Mặt trận Thống nhất Đấu tranh của các Sắc tộc bị Áp bức, Cục Tình báo Hoa Nam...
Ngô Đình Nhu cùng Luân đã có một buổi tiếp xúc với Y Bham Enuol và khởi đầu cho một cuộc đàm phán giữa Chính phủ Việt Nam Cộng Hòa với FULRO.
Ngày Ngô Đình Diệm đi dự lễ khánh thành hội chợ kinh tế Ban Mê Thuột đã xảy ra một vụ ám sát hụt Ngô Đình Diệm bởi một đặc công tự nhận do Tỉnh ủy Tây Ninh cử đi làm nhiệm vụ. Vụ việc sau đó được giao cho Luân phối hợp phụ trách. Vỏ bọc của Luân vẫn chưa bị lộ.

## Diễn viên
- Nguyễn Chánh Tín - Robert Nguyễn Thành Luân
- Lâm Bình Chi - Ngô Đình Nhu
- Thu Hồng - Trần Lệ Xuân
- Đặng Trí Hoàng Sơn - Lại Văn Sang
- Việt Thanh - Lại Hữu Tài
- Cai Văn Mỹ - Lý Kai
- Lê Minh Tuấn - Cò Mi Ngọc
- Lâm Thế Thành - Sa